# فئات سنية (كرة قدم)

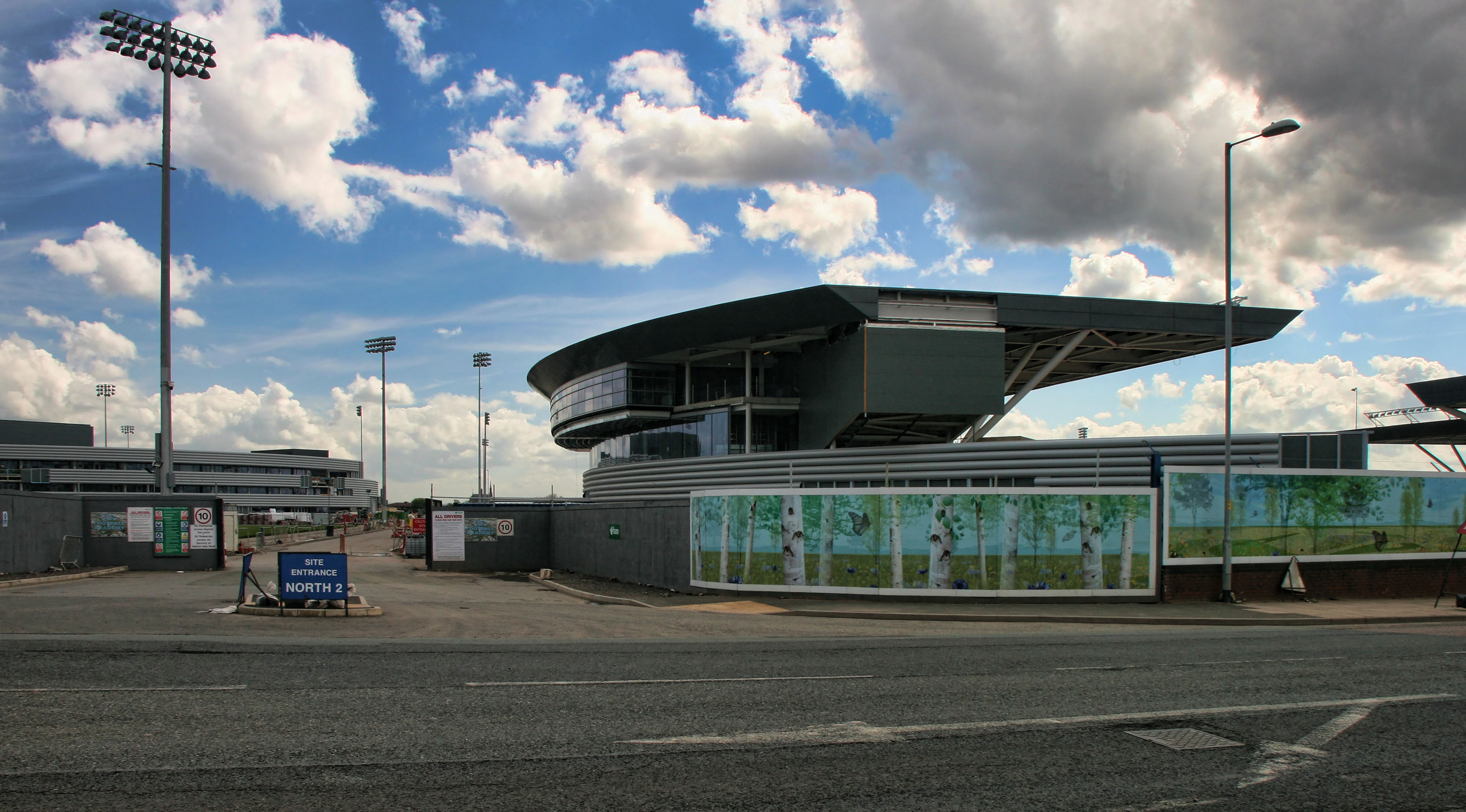
ملعب مخصص الى الفئات السنيه

فئات سنية أو فئات عمرية هو مصطلح رياضي أو مصطلح يستخدم للتفريق أو التقسيم بين الفئات العمرية المختلفة. 
كما يستخدم للدلالة على برنامج شبابي لتخريج لاعبين للمستقبل ضمن فريق أو دوري رياضي معين.
وجرى العرف على تقسيم المراحل العمرية للفرق الى مجموعات وهي:
فريق البراعم : ٨ الى ١٠ سنوات
فريق الأشبال : ١١ الى ١٣ سنة
فريق الناشئين : ١٤ الى ١٦ سنة
فريق الشباب : ١٧ الى ١٩ سنة
فريق الكبار  : فوق ٢٠ سنة